# L’Islet (Québec)
L’Islet ist eine Gemeinde (municipalité) in der gleichnamigen MRC L’Islet der Verwaltungsregion Chaudière-Appalaches in der kanadischen Provinz Québec.

## Geographie
Die Gemeinde befindet sich etwa 100 km östlich der Provinzhauptstadt Québec auf halbem Wege nach Rivière-du-Loup. Sie liegt entlang der Route 132 am Südufer des Ästuars des Sankt-Lorenz-Stroms.
Die Einwohnerzahl beträgt 3827 (Stand: 2016). Nach der Volkszählung des Jahres 2001 hatte sie 3886 Einwohner mit 1727 Wohneinheiten. Die Fläche beträgt 120,20 km².
Innerhalb der Gemeindegrenzen gibt es die drei Flüsse: Rivière Tortue, Rivière Bras-Saint-Nicolas und den Rivière Talbot.

## Geschichte
Die ursprüngliche Siedlung wurde 1677 von den Herrschaften L'Islet-Saint-Jean und de Bonsecours gegründet. Der Name der Gemeinde leitet sich von einer kleinen Insel in der Nähe des Dorfes L'Islet-sur-Mer ab.
Die Gemeinde wurde in ihrer jetzigen Form im Jahr 2000 gebildet und entstand aus der Verschmelzung mit der früheren Stadt L'Islet und den Orten L'Islet-sur-Mer und Saint-Eugène.
Die Kirche Notre-Dame-de-Bonsecours wurde 1768 errichtet.

## Persönlichkeiten
L´Islet ist der Geburtsort des Bischofs von Yoro, Jean-Louis Giasson (1939–2014), und des Organisten Richard Gagné (* 1954).